# Tramway de Dessau-Roßlau
 (décembre 2023).
Si vous disposez d'ouvrages ou d'articles de référence ou si vous connaissez des sites web de qualité traitant du thème abordé ici, merci de compléter l'article en donnant les références utiles à sa vérifiabilité et en les liant à la section « Notes et références ».
Le tramway de Dessau-Roßlau est le réseau de tramways de la ville de Dessau-Roßlau, en Allemagne. Ouvert en 1894, il compte actuellement 2 lignes.

## Réseau actuel

### Aperçu général
Le réseau compte trois lignes :
| Ligne | Trajet                                            | Nombre d'arrêts | Fréquence (heure de pointe) |
| ----- | ------------------------------------------------- | --------------- | --------------------------- |
| 1     | Hauptbahnhof (de) – Wasserwerkstraße – Dessau Süd | 14              | 16 min                      |
| 3     | Hauptbahnhof – Berufsschulzentrum – Junkerspark   | 19              | 22 min                      |